# Пычак-Печак, Януш
Януш Герард Пычак-Печак (пол. Janusz Gerard Pyciak-Peciak, 9 февраля 1949, Варшава, Польша) — польский пятиборец. Олимпийский чемпион 1976 года, пятикратный чемпион мира.

## Биография
Януш Пычак-Печак родился 9 февраля 1949 года в Варшаве.
Выступал в современном пятиборье за варшавские клубы «Лотника» и «Легия». Восемь раз выигрывал чемпионат Польши (1974—1977, 1980—1983).
В 1972 году вошёл в состав сборной Польши на летних Олимпийских играх в Мюнхене. В личных соревнованиях занял 21-е место, набрав 4817 очков. В командных соревнованиях вместе с Рышардом Вахом и Станиславом Сквирой занял 8-е место (14 785).
В 1976 году вошёл в состав сборной Польши на летних Олимпийских играх в Монреале. В личных соревнованиях завоевал золотую медаль, набрав 5520 очков. В командных соревнованиях вместе со Збигневом Пацельтом и Кшишто Трыбусевичем занял 4-е место (15 343).
В 1980 году вошёл в состав сборной Польши на летних Олимпийских играх в Москве. В личных соревнованиях занял 6-е место, набрав 5268 очков. В командных соревнованиях вместе с Яном Олесиньским и Мареком Баяном занял 4-е место (15 634).
Пять раз выигрывал чемпионат мира по современному пятиборью: два раза в личных соревнованиях (1977, 1981), три раза — в командных (1977, 1978, 1981). Ещё дважды был серебряным призёром в личных соревнованиях (1978, 1979).
В 1977 и 1981 годах признавался лучшим спортсменом Польши по итогам традиционного опроса, проводящегося газетой Przegląd Sportowy, в 1978 году занял 2-е место.
Заслуженный мастер спорта Польши.
В 1985 году переехал в Денвер, работал тренером американской армии в центре современного пятиборья в Сан-Антонио. Был вице-президентом Федерации современного пятиборья США.
В 2005 году был членом комитета поддержки Леха Качиньского на выборах президента Польши.
Четырежды награждён золотой медалью за выдающиеся спортивные достижения, Золотым Крестом Заслуги и рыцарским крестом Ордена Возрождения Польши.